# Пісак

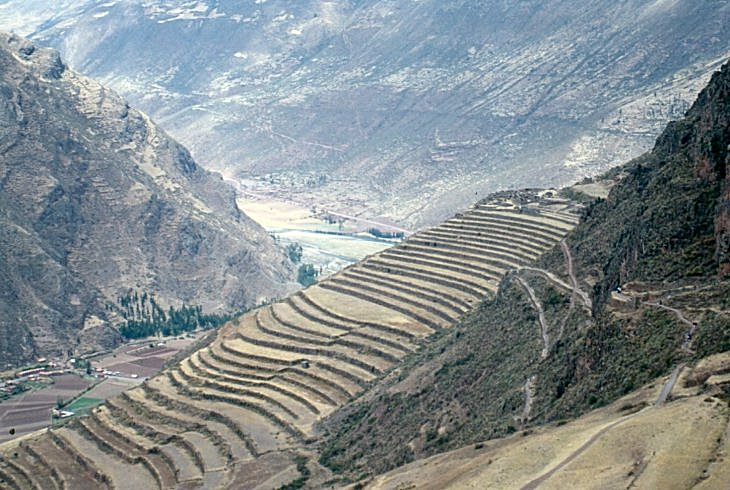
Тераси інків біля міста Пісак

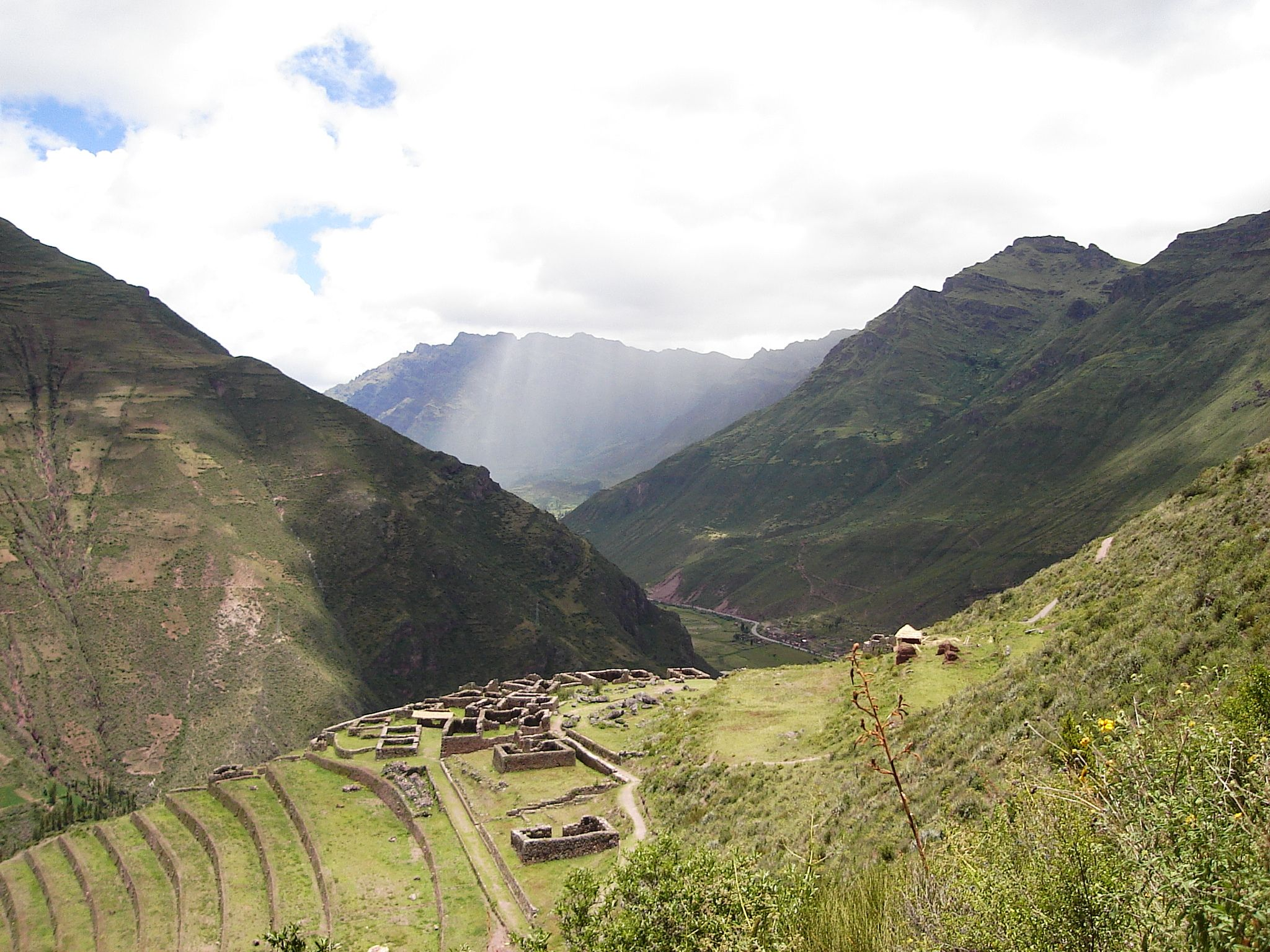
Руїни стародавньої фортеці

Пі́сак (ісп. Pisac, кеч. P'isaq) — місто в Перу і стародавня фортеця інків, розташована за 33 км від Куско. Пісак розміщується в Ває-Саґрадо, священній долині інків біля річки Урубамба.
Центр Пісака складається з двох частин. Одна з них сьогодні є власне містом, відомим народними ремісничими виробами, тоді як інша, піднесена, є стародавнім священним місцем. Довгі сходи ведуть від селища до гірського плато, на якому розташовані храмові руїни. У центрі колишнього храму розміщується священний камінь інтіуатана, до якого за легендою інків було прив'язано Сонце.

## Клімат
Місто лежить у зоні, котра характеризується морським кліматом. Найтепліший місяць — листопад із середньою температурою 10.8 °C (51.4 °F). Найхолодніший місяць — липень, із середньою температурою 7.2 °С (45 °F).
| Клімат Пісака           | Клімат Пісака | Клімат Пісака | Клімат Пісака | Клімат Пісака | Клімат Пісака | Клімат Пісака | Клімат Пісака | Клімат Пісака | Клімат Пісака | Клімат Пісака | Клімат Пісака | Клімат Пісака | Клімат Пісака |
| Показник                | Січ.          | Лют.          | Бер.          | Квіт.         | Трав.         | Черв.         | Лип.          | Серп.         | Вер.          | Жовт.         | Лист.         | Груд.         | Рік           |
| Середня температура, °C | 10,2          | 10,2          | 10,3          | 9,8           | 8,6           | 7,4           | 7,2           | 8,2           | 9,6           | 10,6          | 10,8          | 10,8          | 9,5           |
| Норма опадів, мм        | 150.2         | 135           | 118.2         | 46.5          | 9.2           | 2.3           | 5.1           | 8.9           | 23.8          | 39.5          | 67            | 114.8         | 720.5         |
| Днів з опадами          | 18,7          | 24,7          | 16,6          | 10,9          | 6,1           | 2,5           | 2,6           | 3,6           | 8,2           | 10            | 10,7          | 15,8          | 130,4         |
| Вологість повітря, %    | 67.6          | 68.3          | 67.5          | 62            | 56.7          | 51.7          | 50.3          | 50.9          | 54.4          | 54.5          | 55.8          | 62            | 58.5          |
| ----------------------- | ------------- | ------------- | ------------- | ------------- | ------------- | ------------- | ------------- | ------------- | ------------- | ------------- | ------------- | ------------- | ------------- |
| Джерело: Weatherbase    |               |               |               |               |               |               |               |               |               |               |               |               |               |